# Gamasiphis undulatus
Gamasiphis undulatus är en spindeldjursart som beskrevs av Wolfgang Karg och Anita Schorlemmer 2009. Gamasiphis undulatus ingår i släktet Gamasiphis och familjen Ologamasidae. Inga underarter finns listade i Catalogue of Life.